# 3910 Ліст
3910 Ліст (3910 Liszt) — астероїд головного поясу, відкритий 16 вересня 1988 року.
Тіссеранів параметр щодо Юпітера — 3,299.